# Барколь-Казахський автономний повіт
43°35′51″ пн. ш. 93°00′54″ сх. д. / 43.59738° пн. ш. 93.01501° сх. д.
Барколь-Казахський автономний повіт (уйг. باركۆل قازاق ئاپتونوم ناھىيىسى, кит. 巴里坤哈萨克自治县, пін. Bālǐkūn Hāsàkèzú Zìzhìxiàn, каз. باركول قازاق اۋتونومىييالىق اۋدانى) — автономний повіт префектури Хамі у Сіньцзян-Уйгурському автономному районі Китаю. Адміністративний центр — містечко Барколь.
Населення повіту — 86,0 тис. осіб (2000). Площа — 38,4 тис. км². Утворений 1 жовтня 1954 року. Повіт межує на півночі з Монголією, на сході з повітом Аратюрюк (Іу), на півдні з міським повітом Кумул (Хамі) та на заході з Морі-Казахським автономним повітом Чанцзі-Хуейської автономної префектури. Політичним, економічним та культурним осередком повіту є муніципалітет Барколь; він знаходиться на південному сході автономного повіту. Барколь відомий своїм верблюдництвом та конярством. Баркольський кінь знаний по всьому Китаю. Через велику кількість верблюдів повіт має також назву «повіту десяти тисяч верблюдів».

## Географія
Барколь-Казахський автономний повіт лежить на висоті понад 1600 метрів над рівнем моря на північ від пасма Карликтаг).

### Клімат
Повіт знаходиться у зоні, котра характеризується кліматом степів і напівпустель. Найтепліший місяць — липень із середньою температурою 18,9 °C. Найхолодніший місяць — січень, із середньою температурою -16,9 °С.
| Клімат повіту Барколь-Казах | Клімат повіту Барколь-Казах | Клімат повіту Барколь-Казах | Клімат повіту Барколь-Казах | Клімат повіту Барколь-Казах | Клімат повіту Барколь-Казах | Клімат повіту Барколь-Казах | Клімат повіту Барколь-Казах | Клімат повіту Барколь-Казах | Клімат повіту Барколь-Казах | Клімат повіту Барколь-Казах | Клімат повіту Барколь-Казах | Клімат повіту Барколь-Казах | Клімат повіту Барколь-Казах |
| Показник                    | Січ.                        | Лют.                        | Бер.                        | Квіт.                       | Трав.                       | Черв.                       | Лип.                        | Серп.                       | Вер.                        | Жовт.                       | Лист.                       | Груд.                       | Рік                         |
| Середній максимум, °C       | −8,9                        | −4,5                        | 3,7                         | 12,9                        | 19,2                        | 23,8                        | 25,5                        | 24,5                        | 19,4                        | 11,1                        | 1,7                         | −6,3                        | 10,2                        |
| Середня температура, °C     | −16,9                       | −13                         | −3,7                        | 5,6                         | 12,1                        | 17,2                        | 18,9                        | 17,1                        | 11,5                        | 3,2                         | −5,8                        | −13,7                       | 2,7                         |
| Середній мінімум, °C        | −22,8                       | −19,6                       | −9,8                        | −1                          | 4,8                         | 10                          | 12,1                        | 9,9                         | 4,3                         | −3                          | −11,5                       | −19,3                       | −3,8                        |
| Норма опадів, мм            | 3.4                         | 3.3                         | 6.1                         | 16.4                        | 24.4                        | 33.4                        | 52.9                        | 36.2                        | 27.8                        | 15.9                        | 6.7                         | 4.3                         | 230.8                       |
| Вологість повітря, %        | 70                          | 67                          | 57                          | 44                          | 42                          | 44                          | 50                          | 49                          | 48                          | 54                          | 62                          | 67                          | 54.5                        |
| --------------------------- | --------------------------- | --------------------------- | --------------------------- | --------------------------- | --------------------------- | --------------------------- | --------------------------- | --------------------------- | --------------------------- | --------------------------- | --------------------------- | --------------------------- | --------------------------- |
| Джерело: data.cma.cn        |                             |                             |                             |                             |                             |                             |                             |                             |                             |                             |                             |                             |                             |

## Адміністративний поділ
Барколь-Казахський автономний повіт складається з 2 великих муніципалітетів та 8 муніципалітетів:
- муніципалітет Барколь (巴里坤镇);
- муніципалітет Бурчуньцзі (博尔羌吉镇);
- волость Sar Qoke (萨尔乔克乡);
- волость Haiziyan (海子沿乡);
- волость Сялаоба (下涝坝乡);
- волость Дахунлюся (大红柳峡乡);
- волость Бачянцзі (八墙子乡);
- волость Кюйсу (奎苏乡);
- волость Shirenzi (石人子乡);
- волость Дахе (大河乡);
- волость Хуаюань (花园乡);
- волость Саньтаньху (三塘湖乡).

## Населення
За переписом населення 2000 року у повіті нараховувалося 85 964 жителів (густота населення 2,24 чол/км²).
Розподіл населення повіту за етнічною ознакою (2000):
| Національність | Кількість | Частка  |
| -------------- | --------- | ------- |
| Ханьці         | 55.169    | 64,18 % |
| Казахи         | 29.236    | 34,01 % |
| Монголи        | 1.173     | 1,36 %  |
| Хуейцзу        | 164       | 0,19 %  |
| Уйгури         | 134       | 0,16 %  |
| Маньчжури      | 26        | 0,03 %  |
| Татари         | 22        | 0,03 %  |
| Росіяни        | 11        | 0,01 %  |
| Їцзу           | 9         | 0,01 %  |
| Інші           | 20        | 0,02 %  |

На кінець 2003 року чисельність населення повіту досягла приблизно 100 тисяч осіб, при цьому частка казахів зменшилася до 28,46 %, а китайців виросла до 69,74 %.